# Pietro degli Antonii
Pietro degli Antonii (ur. 16 maja 1639 w Bolonii, zm. 1720 tamże) – włoski kompozytor.

## Życiorys
Początkowo aktywny jako kornecista. Był jednym z członków założycieli powołanej w 1666 roku bolońskiej Accademia Filarmonica, a później kilkukrotnie (1676, 1684, 1696, 1700, 1705, 1708) jej przewodniczył. Należał także do Accademia Filaschisi. Był kapelmistrzem w kościołach Santa Maria Maggiore (od 1680), Santo Stefano (od 1686) i San Giovanni in Monte (od 1697). Jego bratem był Giovanni Battista degli Antonii, organista i kompozytor.

## Twórczość
Jego twórczość ma znaczenie dla rozwoju gatunku sonata da camera i sonata da chiesa. Komponował także muzykę sakralną. Utwory te ukazały się w kilku zbiorach wydanych drukiem w Bolonii. Ponadto napisał operę Atide (wyst. Bolonia 1679), oratoria Il San Rocco (wyst. Bolonia 1666), Prigionia e morte di San Rocco (wyst. Bolonia 1673), Il Nabal overo L’ingratitudine punita (wyst. Bolonia 1682) i L’innocenza depressa (wyst. 1696).